# Niels Ludvig Westergaard
Niels Ludvig Westergaard (* 27. Oktober 1815 in Kopenhagen; † 9. September 1878) war ein dänischer Orientalist.

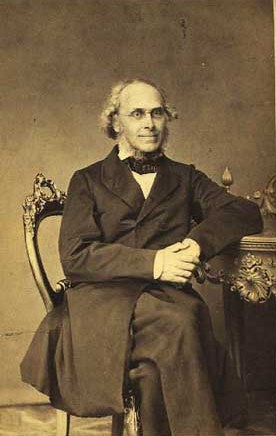
Niels Ludvig Westergaard (Foto von Budtz Müller um 1870)

## Leben
Niels Ludvig Westergaard studierte in Kopenhagen Altnordisch und Sanskrit und setzte seine Studien 1838 in Bonn (bei Christian Lassen), 1839 in London, Paris und Oxford fort. Kurz nach der Rückkehr in seine Heimat veröffentlichte er sein auf ausgedehntem Quellenstudium beruhendes Werk Radices linguae sanscritae (Bonn, 1841) u. die an die Untersuchungen seines berühmten Landsmanns und Vorgängers Rask anknüpfende Abhandlung On the connexion between Sanskrit and Icelandic (Kopenhagen, 1841–1844).
Mit Unterstützung des Königs und der Universität unternahm er 1841 eine Reise nach Indien und Persien, von der er 1844 unter den größten Entbehrungen über den Kaukasus und Moskau zurückkehrte, nachdem er in der Präsidentschaft Bombay die dortigen Altertümer besichtigt und eine Arbeit über die Inschrift des buddhistischen Königs Ashoka zu Giruar veröffentlicht, in Bombay und später in Persien die Parsengemeinden besucht und einige Zend- und Pehlewihandschriften von denselben erlangt und in Persepolis genaue Kopien der dortigen Keilinschriften der Achämenidenkönige genommen hatte. Letztere Arbeit gelang ihm nur dadurch, dass er die an einem Felsen in einer Höhe von rund 20 Meter angebrachten Inschriften mit Hilfe eines sehr starken Fernrohrs im Juli bei Vormittagsbeleuchtung beobachtete, wobei er sich ein heftiges Fieber zuzog.
Nach Dänemark zurückgekehrt, wurde er 1844 zum Lektor, 1845 zum außerordentlichen Professor der indisch-orientalischen Philologie an der Universität Kopenhagen ernannt. Er wandte sich nun zunächst der Entzifferung der sogen. zweiten Gattung der Keilinschriften zu. Seine Abhandlung Zur Entzifferung der achämenidischen Keilinschrift zweiter Gattung (im 6. Band der Zeitschrift für die Kunde des Morgenlandes) war trotz mancher Missgriffe die erste einigermaßen erfolgreiche Arbeit auf diesem schwierigen Gebiet, dem er später noch eine wichtige Untersuchung widmete (in den Schriften der königlich dänischen Gesellschaft der Wissenschaften 1854).
Zum Gebrauch seiner Schüler gab er 1846 in dänischer Sprache ein Handbuch für das Studium des Sanskrit heraus, im gleichen Jahr veröffentlichte er in lateinischer Sprache einen Katalog der orientalischen Handschriften der Kopenhagener Universitätsbibliothek. Das Hauptwerk seines Lebens ist seine Edition des Zendavesta (London, 1852–54), die erste vollständige Ausgabe dieses wichtigen Religionsbuchs. Schon 1851 hatte er ein anderes bedeutsames Religionsbuch der Parsen, den in Pehlewi abgefassten Bundehasch, publiziert. Später wandte er sich wieder den indischen Studien zu und veröffentlichte außer kleineren Arbeiten die wichtige Schrift Über den ältesten Zeitraum der indischen Geschichte (Breslau, 1862).
1848 zum Mitglied der konstituierenden Reichsversammlung gewählt, betätigte er sich vorübergehend auch politisch. Im akademischen Jahr 1867/68 amtierte er als Rektor der Universität Kopenhagen.

## Werke
- On the Deciphering of the Second Achæmenian or Median Species of Arrowheaded Writing (1840)
- Radices linguæ Sanscritae ad decreta grammaticorum definivit atque copia exemplorum exquisitiorum illustravit (1841)
- Orientales bibliothecæ Regiae Havniensis jussu et auspiciis Regis Daniæ Augustissimi Christiani VIII. enumerati et descripti (1846)
- Kortfattet Sanskrit Formlære (1846)
- Codices orientales Bibliothecae Regiæ Havniensis (Kopenhagen 1846–1857; Nachdruck Osnabrück 1987)
- Sagan af Hrafnkeli Freysgoða (Kopenhagen, 1847)
- Bundehesh, liber Pehlevicus (Kopenhagen, 1851)
- Inscriptiones duæ Regis Saporis primi, prope a vico Hâjiâbâd incisæ (Kopenhagen, 1851)
- Zendavesta or the religious books of the Zoroastrians, Band 1: The Zend texts (Kopenhagen 1852–1854; Nachdruck 1993)
- Beitrag zur altiranischen Mythologie (aus dem Dänischen übersetzt von Friedrich Spiegel, Berlin, 1855)
- Om de ældste Tidsrum i den indiske Historie med Hensyn til Literaturen  (Kopenhagen, 1860)
- Über Buddhas Todesjahr (1862)
- Bidrag til de indiske Lande Málavas og Kanyakubjas Historie (1868)